# Xistra longicornis
Xistra longicornis är en insektsart som beskrevs av Sigfrid Ingrisch 2001. Xistra longicornis ingår i släktet Xistra och familjen torngräshoppor. Inga underarter finns listade i Catalogue of Life.